# Laciniodes
Laciniodes là một chi bướm đêm thuộc họ Geometridae.